# Site archéologique d'Oisseau-le-Petit
Le site archéologique d'Oisseau-le-Petit est situé sur le territoire de la commune éponyme d'Oisseau-le-Petit, dans le département de la Sarthe. Les premières fouilles du site, réalisées aux environs du milieu du XIXe siècle, ont notamment mis en évidence un fanum celto-romain au sein du hameau des « Busses »,. Le fanum d'Oisseau-le-Petit est classé monument historique le 13 janvier 1987. Ce sanctuaire a probablement été utilisé comme un lieu de « culte guerrier ». Les archéologues ont acquis la certitude que ce temple a connu une fondation à la fin de l'époque laténienne (« La Tène D »),. Le sanctuaire est doté d'une cella de forme carrée dont chaque mur mesure 3,90 mètres. Ultérieurement à sa découverte et à ses fouilles, le temple subit une restauration ayant pour objectif de le reconstituer sous sa forme initiale. Des explorations archéologiques, réalisées entre 1991 et 1997 permettent la découverte de ruines enfouies autour du temple. Ces autres vestiges, dont notamment ceux de voies piétonnes et de petits groupement d'habitats domestiques, encadrés par des ruines d'édifices publics, tels que des thermes et un théâtre, suggèrent que le site sarthois possédait probablement, à l'époque gallo-romaine, un statut d'« agglomération secondaire »,. Le complexe urbain s'insère au sein de la civitates des Aulerci Cenomani. Il est situé au Nord de ce territoire gaulois.
Dans l'ensemble, le site d'Oisseau-le-Petit connaît une fondation au cours de l'âge du fer.
Les investigations effectuées sur le site d'Oisseau-le-Petit ont également permis d'exhumer les ruines d'une villa de type « à pavillons multiples alignés », et dont la taille est relativement importante gallo-romaine sur le lieu-dit « Les Noiras ».
L'inventaire des matériaux archéologiques retrouvés à Oisseau-le-Petit fait également état de nombreux artéfacts métalliques, dont notamment des scories.

## Localisation
| - OpenStreetMap Localisation du lieu-dit des Noiras (ici, au centre de la carte) et celui des Busses (en haut, à gauche), à Oisseau-le-Petit. |

Le site archéologique oxellois trouve son emplacement au sein de deux lieux-dits, ou hameaux : ceux des « Noiras » et des « Busses ». Ils sont localisées sur la commune d'Oisseau-le-Petit, dans l'arrondissement de Mamers, département de la Sarthe en région pays de la Loire.

## Toponymie
Le toponyme Oisseau-le-Petit est connu sous le terme latinisé d'Oxellum. Selon le toponymiste Ernest Nègre, ce terme, attesté au cours du IXe siècle (fin du Haut Moyen Âge), est issu, à l'instar de celui de la commune d'Oisseau dans le département de la Mayenne, d'un mot plus ancien et d'origine gauloise Uxellos, signifiant « noble » ou encore « élevé »,.
D'autres auteurs, tels que l'historien Michel Roblin, le médiéviste Daniel Pichot, le celto-linguiste Xavier Delamarre ont mis en évidence l'association existant entre le toponyme « Oisseau » sous la forme d'« Uxello » ou « Uxo » et la déesse gauloise des « hauteurs » Uxisama, donnant ultérieurement, par déclinaison latine, le terme « Oxellum »,,,.

## Histoire

### Époque gallo-romaine

Localisation d'Oisseau-le-Petit à l'époque romaine.

Le statut du site d'Oisseau-le-Petit à l'époque antique, à l'image d'autres complexes de la gaule romaine appartenant à la civitates des Aulerci Cenomani et bien qu'il soit encore à préciser, apparaît actuellement défini,,,. À cet effet, selon l'analyse de Christophe Loiseau :

« Dans l’état actuel des connaissances, cinq agglomérations antiques, de tailles
variables (de 16 à 100 ha), ont été recensées (Oisseau-le-Petit, Aubigné-Racan et Vaas). Duneau et Allonnes, au sud du Mans, complètent l’inventaire auquel viennent s’ajouter deux probables agglomérations : Neuvy-en-Champagne, à l’ouest du département et Trangé, au nord-ouest du Mans. »

— Christophe Loiseau, 2009, p. 119.
En outre, la vocation religieuse de la ville d'Oisseau-le-Petit sous sa forme antique (Fanum Martis) manifeste clairement établie. À cet égard, certains auteurs tels qu'Alain Ferdière précise la fonction religieuse du site Oxellois à l'époque gallo-romaine, ainsi que celle de ses homologues Aulerco-cénomanes :

« Certaines d’entre elles comportaient une fonction religieuse développée : le sanctuaire principal de la cité était établi à Allonnes mais d'autres agglomérations accueillaient des lieux de culte comme Aubigné-Racan ou Oisseau-le-Petit. »

— Alain Ferdière, 2008, p. 6.

## Les monuments

### La Villa: site«Les Noiras»
Au lieu-dit « Les Noiras » les prospections au sol ainsi que les investigations par photographie aérienne ont permis d'indiquer des structures maçonnées d'époque gallo-romaine,. Cet établissement, à vocation domestique et dont la taille est imposante (quelques centaines de m2), se présente sous la forme d'une villa d'aspect quadrangulaire,.
Le complexe domestique gallo-romain des « Noiras » est constitué de plusieurs corps de bâtiments qui encadrent sur trois de ses côtés une cour interne clôturée. Ce type d'organisation spatiale est également attesté dans de nombreuses villæ localisées au sein de la sphère méditerranéenne. Des photographies, effectuées par prospections aériennes en 2011, ont révélé que les structures composant les bâtiments d'habitation se développent sur une surface totale avoisinant 1 hectare,. En outre, ces structures résidentielles, à l'instar de celles exhumées à « La Véronnerie » sur la commune de Pezé-le-Robert, de « La Bourlerie », de « La Cour », de Le Grand Teil, de « Le Champ des Caves », ou encore de Port-la-Coudre, sont constituées de salles dont les fondations, construites au moyen d'un matériau bétonné, sont pourvues d'un dispositif de chauffage (ou hypocauste). Ce système, caractéristique de certaines structures d'habitat, permet de préciser le statut des bâtiments résidentiels attenants au complexe de « La Plaine des Noiras ». Ainsi, d'après Florian Sarreste :

« Ce type d’installation de confort constitue un critère discriminant pour distinguer une simple ferme d’une villa. »

— Florian Sarreste, 2008, p. 37.
Situées à quelques centaines de mètres des lieux d'habitation, et conçues selon un plan rectiligne, d'autres structures, très probablement des annexes destinées à la production, ont été mises au jour. Ce genre d'organisation, associant corps de bâtiments domestiques et dépendances à vocation économique, a également été observée sur plusieurs villæ situées au sein de la même région que celle d'Oisseau-le-Petit, tels qu'aux lieux-dits de « La Mauporcherie », à Voivres-lès-le-Mans, de « Vivier », à Crissé, ou encore celui de « La Roullée », à Mont-Saint-Jean.

### Le Fanum: site des«Busses»

Plan du fanum.

Le sanctuaire d'Oisseau-le-Petit, ou fanum, est un édifice religieux dont l'élévation est attribuée pour l'époque romaine. L'architecture du temple sarthois présente un caractère dit « indigène ». Le sanctuaire et son site s'insèrent au sein de la civitas des Aulerques Cénomans. Son mode de construction, ainsi que les structures urbaines qui lui sont périphériques, laissent apparaître un plan général strictement rectiligne. Sa péribole se révèle sous la forme d'un portique à quatre côtés. Au niveau régional (les terres de la Gaule occidentale), seul le temple de Jublains possède ce genre de caractéristique architecturale.
Par ailleurs, des prospections archéologiques, effectuées au sein du complexe religieux oxellois, ont permis de révéler que cette « enceinte sacrée » est également pourvue d'une structure maçonnée. À l'instar de celui dégagé à Sablé-sur-Sarthe, le mur du fanum d'Oisseau-le-Petit et qui constitue une partie de la péribole, est orné de sculptures et de décorations. D'autre part, à proximité de la structure d'enceinte, ces mêmes investigations ont mis en évidence la présence de nombreux dépôts d'artéfacts à vocation religieuse (ou ex-votos). Ces offrandes, très probablement placées à cet endroit précis par les adeptes du culte, se présentent sous la forme de pièces de monnaie, de fibules, ou encore de clés. Ce type de dépôt a été également observé au sein du complexe cultuel gallo-romain de Sablé-sur-Sarthe.
Enfin, de récentes fouilles entreprises dans l'antique ensemble religieux oxellois, ont mis en évidence que ces structures, à l'instar de celles de Vaas, se révèlent être construites dans les marges du complexe urbain. Ainsi, ces dernières se présentent telle « une véritable ceinture autour de l’agglomération d’Oisseau-le-Petit ».

### Les autres monuments
De récentes fouilles menées sur le site archéologique d'Oisseau-le-Petit ont montré que ce complexe urbain antique aurait été possiblement desservi par un aqueduc.